# Mamadou Seck (homme politique)
Pour les articles homonymes, voir Mamadou Seck et Seck.
Mamadou Seck (né en 1947) est un homme politique sénégalais, plusieurs fois ministre, maire de Mbao, député et président de l'Assemblée nationale du Sénégal de 2008 à 2012.

## Biographie
Fort d'une formation en économie (Université Paris-1 Panthéon-Sorbonne, Centre d'études financières, économiques et bancaires), Mamadou Seck a entamé son parcours professionnel à l'Office national de commercialisation agricole pour le développement (ONCAD), y assumant notamment la direction des Études, plans et contrôles.
Il effectue un retour en 1977 après l'obtention de son diplôme de spécialiste de la finance et banque à Paris. Sa carrière s'est ensuite enrichie avec les postes de Secrétaire général de la Régie des chemins de fer du Sénégal et de Directeur général de la Société de manutention et des transports maritimes (SOMICOA). Avant de prendre la direction du Bureau régional pour l'Afrique de l'Ouest et du Centre du CRDI, organisme de coopération canadien, Mamadou Seck a œuvré en tant que consultant pour le Gouvernement du Sénégal, le PNUD et le BIT,.
Après la victoire de Karim Wade en 2000, la trajectoire de Mamadou Seck le mene à diverses responsabilités ministérielles de mars 2001 à juin 2007, il exerce diverses fonctions ministérielles: ministre de l’équipement, des transports terrestres et des transports aériens, ministre de l’Économie et des Finances, ministre conseiller à la présidence de la république.
En 1996, Mamadou Seck est élu conseiller municipal de la commune de Mbao, dont il devient le maire en 2002, réélu en 2009.
Élu député en juin 2007, Mamadou Seck quitte, en novembre 2008, la présidence de la Commission de l’Économie générale, des Finances, du Plan et de la Coopération économique pour devenir président de l’Assemblée nationale,.
Mamadou Seck succède à Macky Sall à la tête de l'Assemblée nationale du Sénégal, une semaine après que celui soit destitué de son poste. Il remporte les élections avec 130 voix contre 3 sur 133 votants,,,. Après avoir demandé des comptes à Karim Wade dans l'affaire ; la gestion de l’agence chargée du sommet de l’Organisation de la conférence islamique, en mars 2008 à Dakar,  Macky Sall est aors évincé de son poste de président de l'Assemble nationale le 09 novembre 2008,.
Mamadou Seck réélu président de l'Assemblée nationale du Sénégal pour une autre année (2011-2012) d'exercice à la tête de l'institution parlementaire avec 123 voix sur 131 votants,.  Cette réélection de Mamadou Seck est suivie de la constitution bureau, à savoir Ibar Der Thiam (premier vice président),  Alé Lô (2e), Amadou Ciré Sall (3e), Moussa Sow (4e), Diégane Sène (5e), Khadidiatou Diédhiou (6e), Aliou Dia (7e) et Ndèye Gaye Cissé (8e) sont les membres du nouveau bureau,. 